# Liefdesfantasie
Liefdesfantasie is een hoorspel van Eduard König. Liebesgeschichte werd op 11 oktober 1966 door de Österreichischer Rundfunk uitgezonden. Katja Spierdijk vertaalde het en de NCRV zond het uit op vrijdag 11 oktober 1967. De regisseur was Wim Paauw. Het hoorspel duurde 46 minuten.

## Rolbezetting
- Paul van der Lek (Paul)
- Fé Sciarone (Renate)
- Jan Borkus (Richard)
- Corry van der Linden (een jong meisje)
- Dogi Rugani (een oudere dame)

## Inhoud
Paul is nu zes jaar getrouwd met Renate en heeft op een zekere morgen een onbenullige ruzie met haar gehad. De onweerswolken zijn een beetje blijven hangen. Om zijn goede kant te laten zien (hij voelt zich eigenlijk een beetje schuldig), haalt hij haar ‘s avonds van de trein van half zes. Vroeger stond hij daar elke avond op haar te wachten, dus zal ze nu zeker verrast zijn! De ontmoeting is inderdaad een feest en om de verzoening te vieren heeft hij al een avondvullend programma opgesteld: een bioscoopvoorstelling vooraf en daarna een etentje in een gezellig Hongaars restaurant. In een bijna dichterlijk aandoende dialoog laat de auteur dan het echtpaar over angstige liefdesfantasieën struikelen, waarbij de jaloezie een vrij belangrijke rol speelt. Maar ten slotte blijkt de liefde toch weer de sterkste partij te zijn…